# Bronsdepot van Heppeneert
Het Bronsdepot van Heppeneert is een verzameling van minstens 47 bronzen kokerbijlen en een bronzen lanspunt, in 1990 gevonden in een akker te Heppeneert. Deze depotvondst uit de periode rond de 8e eeuw v.Chr., toen de bronstijd in deze contreien overging in de IJzertijd, werd in 1995 aangekocht door het Erfgoedfonds van de Koning Boudewijnstichting en wordt in het Gallo-Romeins Museum te Tongeren bewaard. Het is het grootste bijlendepot uit die tijd in de wijde regio.

## Iconografie

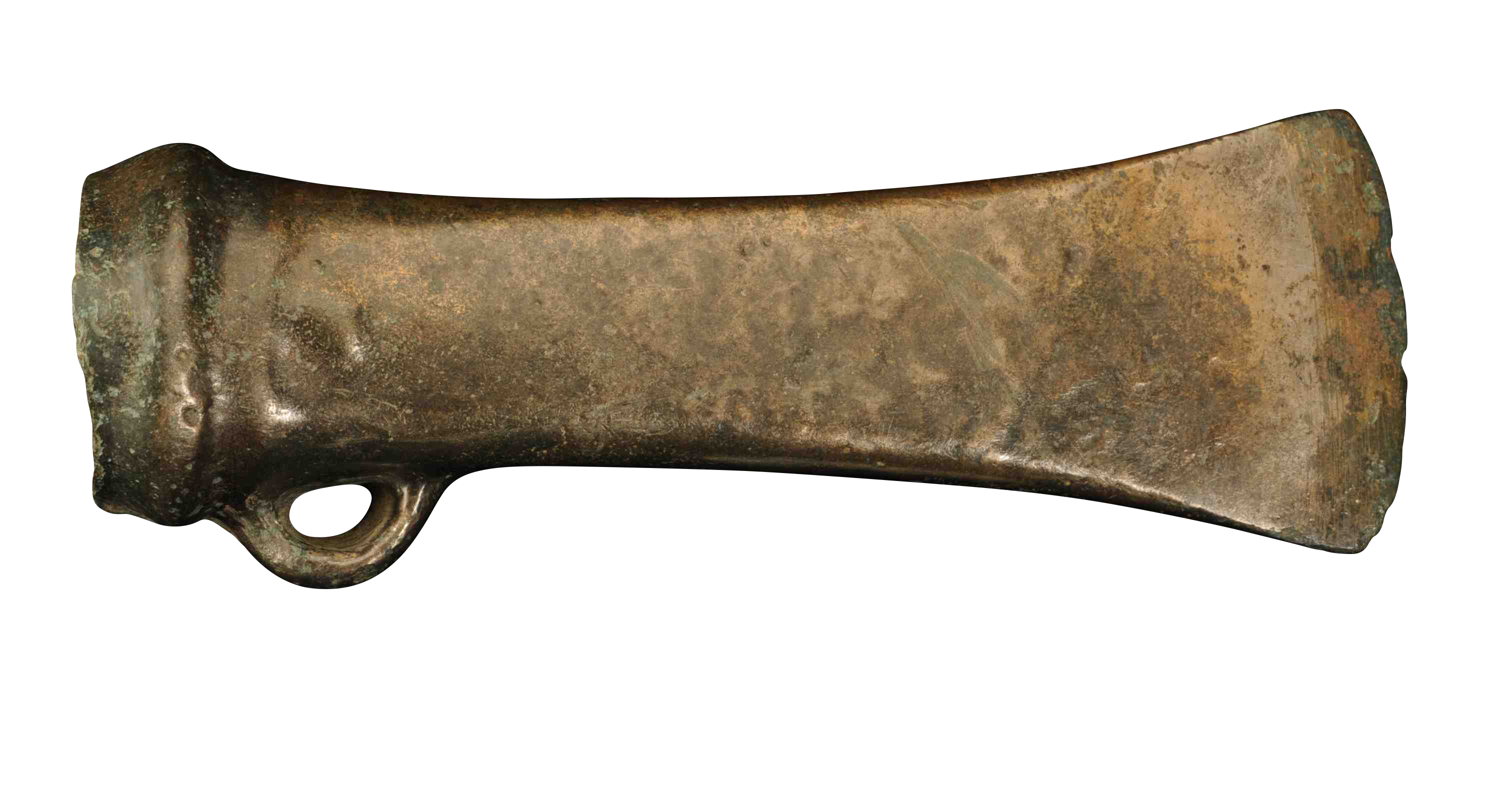
Kokerbijl van het Plainseau-type uit het bronsdepot van Heppeneert, collectie Erfgoedfonds van de Koning Boudewijnstichting, Gallo-Romeins Museum (Tongeren)

Deze opgegraven bijlen tonen de technische vervolmaking van de platte bijlen uit de beginperiode van dit tijdperk. De inspanningen van de makers om de bevestiging van het metaal aan het gebogen handvat te verbeteren zijn hier duidelijk te zien. Deze collectie bijlen, doelbewust gedeponeerd, zien er als werktuigen uit, maar zijn nooit gebruikt. Een houten steel hoort in de koker en het oogje diende om het blad met touwen aan de steel te bevestigen.

## Achtergrond
Deze voorwerpen zijn niet in of rond de vindplaats gemaakt maar zijn van het Plainseau-type, zo genoemd naar de plaats bij het Noord-Franse Amiens, waar in 1843 dergelijke bijlen werden ontdekt. De productie van voorwerpen in brons bloeide in deze streek en van hieruit werden deze uitgevoerd naar Zuid-Engeland, Nederland en België.
Het blijft een open vraag waarom de bijlen en de lanspunt op die plek werden gedeponeerd. Opvallend is dat andere depots uit die tijd steeds in de buurt van waterlopen werden aangetroffen, hier in de onmiddellijke buurt van de Maas. Gezien in een religieuze of rituele context zou het een offer kunnen zijn. Een andere optie is dat het gebruik van vreemde voorwerpen enkel aanvaardbaar was als men er ritueel afstand van deed. De laatste jaren denkt men aan een complex stelsel van sociale concurrentie dat erop gericht was luxe- en prestigeproducten uit de circulatie te nemen om een te ruime verspreiding ervan te voorkomen.